# Figulus crupsinus
Figulus crupsinus es una especie de coleóptero de la familia Lucanidae.

## Distribución geográfica
Habita en Luzon (Filipinas).